# Tenskwatawa
Tenskwatawa (Tens-qua-ta-wa Chalahgawtha, Ohio, enero 1775 - Kansas City, Kansas, noviembre de 1836) fue un líder indígena shawnee conocido como El Profeta, o El Profeta shawnee. Su nombre significa "puerta abierta", o "quien abre la puerta".

## Biografía
Hermano de Tecumseh, mantuvo una fuerte reverencia entre los shawnee sobre la base de la firmeza de su declaración de 1805, que según él había recibido un mensaje del Gran Espíritu y tenía contacto con lo sobrenatural. Abogando por un regreso de los modos de vida tradicionales, rechazó la introducción del alcohol por parte del hombre blanco, así como también sus vestimentas textiles y el concepto de propiedad privada, trabajó con Tecumseh por una confederación nativa para resistir a la usurpación de sus tierras. En su ausencia permitió a los shawnee salir y defenderse en la batalla de Tippecanoe en 1811.

### Años posteriores y muerte
En la siguiente década, sin éxito, quiso retomar una posición de liderazgo entre nativos americanos. En 1825 regresó a los Estados Unidos y asistió en mudar muchos de los shawnee al oeste del Misisipi. En 1826 estableció una aldea en el lugar de lo que es el moderno Kansas City en Kansas. Murió en 1836 en su aldea en Kansas City, localizada en el área argentina (Argentine); el marcador White Feather Spring denota el lugar.